# Лягушкіно (Прудківське сільське поселення)
Лягушкіно (рос. Лягушкино) — присілок Сафоновського району Смоленської області Росії. Входить до складу Прудківського сільського поселення.
Населення — 0 осіб (2007 рік). 